# Henry Freydenberg
Henry Freydenberg, francoski general, * 1876, † 1975.